# Meteorometra
Meteorometra is een geslacht van haarsterren uit de familie Antedonidae.

## Soorten
- Meteorometra monticola A.M. Clark, 1980